# Radaniti
Radaniti (hebrejsko: edn. רדהני [Radhani], mn. רדהנים [Radhanim]; arabsko: الرذنية [ar-Raðaniyya]) so bili srednjeveški judovski trgovci. Še vedno ni jasno, ali se naziv radaniti, ki se pojavlja samo v nekaterih primarnih virih, nanaša na neko združenje oziroma ceh judovskih trgovcev ali pa na vse judovske trgovce, ki so trgovali v transevrazijski trgovini. V trgovanju med krščanskim zahodom in islamskim vzhodom so v srednjem veku približno od leta 500 do 1000 imeli glavno vlogo prav Judje in prav po njihovi zaslugi se je ohranilo mnogo trgovskih poti, ki so nastale v Rimskem cesarstvu. Njihova trgovska mreža je pokrivala večino Evrope, severno Afriko, Bližnji vzhod, Srednjo Azijo ter dele Indije in Kitajske.

## Nastanek imena
Beseda "radanit" ima lahko več izvorov. Mnogi strokovnjaki, med katerimi sta tudi Barbier de Meynard in Moshe Gil, so prepričani, da se beseda nanaša na pokrajino v Mezopotamiji, ki se je v takratnih arabskih in hebrejskih spisih imenovala "dežela Radan".  Drugi poznavalci trdijo, da je beseda nastala iz imena mesta Raj (Rhadanes) v severni Perziji. Cecyl Roth in Claude Cahen trdita enako za dolino reke Rone v Franciji, ki se v latinščini imenuje Rhodanus. Središče radanitske trgovine je bilo po njunem mnenju v Franciji, saj so se tam začele vse trgovske poti.  Ena od naslednjih trditev pravi, da izhaja iz perzijskih besed rah, ki pomeni "cesta ali pot" in dān, ki pomeni "tisti, ki vé ali pozna". Beseda radan(it) torej pomeni "tisti, ki pozna pot".

## Dejavnosti
Dejavnosti radanitov je dokumentiral Abu-il Kasim Ubabdalah ibn Abdalah ibn Hordabeh, direktor policije in pošte v provinci Džibal v zahodnem Iranu, ki je bil v službi abasidskega kalifa al-Mu'tamida (vladal 869-885). Ibn Hordabeh jih je opisal v Knjiga poti in kraljestev (Kitab al-Masalik wal-Mamalik), ki je nastala verjetno okrog leta 870. Radanite je opisal kot izobražene trgovce, ki so govorili po več jezikov. Orisal je tudi štiri glavne trgovske poti, ki so jih uporabljali na svojih potovanjih. Vse štiri poti so se začele v dolini Rone in se končale na Kitajskem. Trgovali so predvsem z dobrinami, ki so zasedle malo prostora in so prinašale velik dobiček. Mednje so spadale začimbe, dišave, drago kamenje in svila. Prevažali so tudi olje, kadilo, jekleno orožje, krzno in sužnje, predvsem slovanske sakalibe.

### Ibn Hordabehov opis radanitov
Trgovci govorijo arabsko, perzijsko, rimsko, frankovsko, špansko in slovansko. Potujejo z vzhoda na zahod in nazaj, malo po kopnem in malo po morju. Z zahoda tovorijo evnuhe, moške sužnje, dečke, brokat, bobrovo, kunje in drugo krzno in meče. Iz Firandže (Francije) potujejo po Zahodnem morju do Farame (Pelusium, 30 km jugovzhodno od Port Saida), kjer blago preložijo na kamele in potujejo po kopnem do al-Kolzuma (Suez), do koder je petindvajset farsahov (približno 250 km). Tam se spet vkrcajo na ladje in plujejo do al-Džara (pristanišče Medine) ali Džede od tam pa gredo v Sind, Indijo in na Kitajsko. Ko so se vračajo, iz Kitajske tovorijo muškat, alojo, kafro, cimet in druge dobrine. Ko pridejo do Farame, se ponovno vkrcajo na ladje. Nekateri odplujejo do Konstantinopla in blago prodajo Rimljanom (Bizantincem), drugi pa do palače kralja Frankov.
Iz Firandže judovski trgovci včasih plujejo tudi do Antiohije na izlivu reke Oront, od koder gredo do al-Džabije (al-Hanaya na Eufratu). Do al-Džabije potujejo tri dni, od tam pa po Eufratu odplujejo do Bagdada in nato po Tigrisu do al-Obolle. Iz al-Obolle lahko nadaljujejo pot v Oman, Sind, Indijo in na Kitajsko.
Vsa ta potovanje lahko opravijo tudi po kopnem. Trgovci iz Španije in Francije najprej odplujejo v Sus al-Akso v Maroku in nato v Tanger, od tam pa v Kairouan in Egipt. Iz Egipta lahko gredo v al-Ramlo, Damask, al-Kufo, Bagdad in Basro in naprej v Ahwaz, Fars, Kirman, Sind, Hind in na Kitajsko.
Včasih uporabijo tudi pot onkraj Rima (Bizantinsko cesarstvo) skozi deželo Slovanov do Hamlidža, glavnega mesta Hazarov, kjer se vkrcajo in pluljejo preko  Kaspijskega jezera. Ko prispejo v Balh, gredo preko Amu-Darje in nadaljujejo pot preko Ujgurije na Kitajsko.

## Zgodovinski pomen
Islamske države na Bližnjem vzhodu in severni Afriki ter krščanska kraljestva v Evropi so v zgodnjem srednjem veku pogosto prepovedovala vstop nasprotnikovih trgovcev v svoja pristanišča, gusarji obeh strani pa so lahko po mili volji plenili nasprotnikove trgovske ladje. Radaniti so v teh sporih ostali nevtralni, zato so lahko brez ovir komunicirali in trgovali z državami od starega Rimskega cesarstva do Daljnjega vzhoda. Zaradi dohodkov, ki jih je trgovanje z njimi prinašalo, so v zgodnjem karolinškem kraljestvu v Franciji pa tudi v muslimanskem svetu uživali številne privilegije, kar je pogosto vznemirjalo lokalne cerkvene oblasti. 
Večina prometa med Evropo in vzhodno Azijo je v tistem času potekala preko perzijskih in drugih srednjeazijskih posrednikov, radaniti pa so bili med prvimi, ki so vzpostavili trgovsko mrežo od zahodne Evrope do vzhodne Azije. Še bolj presenetljivo je, da je trgovina potekala redno že nekaj stoletij preden sta Marko Polo in ibn Batuta prinesla v Evropo oziroma islamski svet zgodbe s svojih potovanj na Orient. Za svoja potovanja sta oba uporabljala utečene poti, ki so jih uporabljali tudi radaniti.
Večina zgodovinarjev je prepričana, da so kitajsko umetnost izdelave papirja v Evropo prinesli arabski trgovci, ki so se do skrivnosti dokopali od vojnih ujetnikov, zajetih v bitki pri Talasu, mnogo pa je tudi takih, ki so prepričani, da so skrivnost izdelave papirja na Zahod prinesli radaniti. Trgovec Jožef iz Španije, verjetno radanit, je po trditvah nekaterih virov v Evropo prinesel arabsko indijske številke, ki so jih takrat uporabljali v Indiji. Judovske skupnosti so za prenos velikih vsot denarja najkasneje v klasičnem obdobju prve uvedle kreditna pisma, s čimer so zmanjšale nevarnost finančnih izgub. Sistem so dodelali in močno razširili srednjeveški trgovci, med katerimi so bili tudi radaniti. Radaniti so bili verjetno tudi med ustanovitelji prvih bank, ki so nastale v poznem srednjem in zgodnjem novem veku.
Nekateri strokovnjaki so prepričani, da so radaniti igrali pomembno vlogo pri spreobrnitvi Hazarov v judaizem in ustanavljanju judovskih kolonij ob njihovih trgovskih poteh v Evropi, Srednji Aziji, na Kitajskem in v Indiji.
Radanite poleg ibn Hordabeha omenja samo nekaj redkih virov. V zgodnjem 10. stoletju jih omenja Ibn al-Faqih v svoji Knjigi držav (Kitab al-Baldan), vendar večina njegovih informacij zvira iz ibn Hordabehovega dela. Drug vir je knjiga Sefer ha-Dinim, opis potovanj Jehuda ben Meirja iz Mainza. V knjigi sta kot trgovski postaji ob radanitski trgovski poti omenjena Przemyśl in  Kijev. V zgodnjem 12. stoletju je francoski judovski trgovec Izak Dorbelo napisal, da je z radanitskimi trgovci potoval do Poljske.

## Propad
Propad dinastije Tang na Kitajskem leta 908 in uničenje Hazarskega kaganata kakšnih šestdeset let kasneje sta v notranji Evraziji ter na Kavkazu in Kitajskem povzročila kaos. Trgovske poti so postale nestabilne in nevarne, stanje pa so še poslabšali turški vpadi v Perzijo in Srednji vzhod. Trgovanje po svilni cesti za nekaj stoletij prekinilo. Drobljenje islamskega in v manjši meri tudi krščanskega sveta na majhne države sta dala več priložnosti tudi nejudovskim trgovcem. V tem obdobju se je začel vzpon italijanskih trgovskih mestnih državic Genove, Benetk, Pise in Amalfija, ki so imele radanite za nezaželeno konkurenco. 
Radanitska trgovska mreža je propadla, kar je izredno prizadelo gospodarstvo Evrope. V 10. stoletju so z evropskega tržišča popolnoma izginile tudi mnoge začimbe, ki so se redno uporabljale od zgodnjega srednjega veka. Trgovina z začimbami je bila namreč v večjem delu Evrope skoraj izključno v rokah judovskih trgovcev.